# Кућа Захарија Статаса у Нишу
Кућа Захарија Статаса у Нишу била је једна од малобројних грађевина чардаклија, настала у овој вароши тада под Османском царевином, у другој половини 19. века, под снажним утицајем старобалканске културе, којој су новоприспели Цинцари удахнули дух сачуване традиције. Ова кућа нишког Цинцара Захарија Статаса, као и кућа истог стила, његовог земљака Николе Христодула имале су исту судбину. Под налетом политичких страсти, кућа Захарија Статаса, претворена у Раднички дом, била је спаљена 1. децембра 1928. године, док је чардаклија Христодулуових, у којој је од 1933. године био смештен први Историјско-етнографски музеј Ниша, 1944. године срушена директним поготком авионске бомбе.
Иако ова кућа није била једина лепа цинцарска кућа у Нишу, она је заједно са кућом Христодулових значајно својом лепотом трајно обогатила дух Ниша и утицала на грађење сличних објеката нарочито после ослобођења Ниша од Османлија 28. децембра 1877. Од тада па до данашњих дана куће Захарије Статаса и Христодулуових биће утискиване на разгледницама Ниша и у историјским делима која се баве овим просторима.

## Историја
Кућа Захарија Статаса, турског војног лекара родом из Јањине, иако је је по свом изледу велелепна, она је мање позната и није обрађена у историји архитектуре и уметности нишког краја онолико, колико је то случај са кућом Христодулуових из много разлога.

Део историчара сматра да је подигнута око 1870. године, док према сведочењу еминентног истраживача сртпских крајева Феликса Каница са његовог првог боравка у Нишу 1860. године стоји записао да је: 
| „ | ... године 1860. у Нишу затекао грчког лекара Милеријадиса, који је поседовао сумњиву диплому, као и његов војни колега Захарије. Овај потоњи је на претње свога пуковника да ће га због слабих резултата у лечењу оболелих војника отпустити одговарао поклањањем коња и сличним потезима; у томе је имао више успеха него у лекарској пракси, па је чак дошао и до две лепе куће у граду. Пошто је у то време била само једна војна апотека у тврђави, ова господа су својим приватним пацијентима продавала проблематичне лекове по врло високим ценама. | ” |

Педантни, и објективни Феликс Каниц, јако добро је уочио нерасположење које је у народу било присутно. Овај његов приказ Статаса објашњава приметно дистанцирање нишких Цинцара од овог свог сународника. Тако долазимо до парадокса да Захарије Статас, у етичком смислу, представља све оно против чега су се Цинцари борили.
Кућу је децембра 1920. године купио месни комитет КПЈ и Месно синдикално веће за потребе Радничког дома Ниша који је у њему био смештен све до 1. децембра 1928. када је кућа, од стране политичких противника спаљен у подметнутом пожару.

## Изглед здања
На изградњу овако лепе грађевине у Србији под Османским царством велику утицај вероватно су имале посебне дунђерске групе. Te путујуће дружине мајстора, као y средњем веку, били су и школе, и архитекти, и извођачи и планери, уколико ce та реч може да примени на спонтани развој балканских градова y деветнаестом веку. У то доба на Балкану, није било ни стручног школства, ни праве поделе рада. Te мајсторске дружине, главни архитекти свих грађевинских подухвата y земљи, изузев верских грађевина —
џамије, и техничких — мостова, били су искључиви и једини творци и градитељи архитектонских постројења, укључујући ту и кућу Захарија Статаса у Нишу.
Кућа Захарија Статаса подигнута је недалеко од Христодулуове куће (односно куће Хаџи - Ђоке), за време Абдурахман - паше. Била је типичан пример старобалканске архитектуре са свим угодностима - строго симетричног типа, са великим централним улазом изнад кога је избачена, на дрвеним
стубовима, диванхана и извученом спратном конструкцијом.
Поред куће се налазио хамам а у централном делу дворишта шедрван.